# Izsák ibn Gijját
Izsák ben Júda ibn Gijját (héberül: יצחק בן יהודה אבן גיאת, arabul: ﺇﺑﻦ ﻏﻴﺎث ibn Ghayyath), gyakran csak Izsák ibn Gijját (Lucena, 1038 – Córdoba, 1089) középkori zsidó hittudós.

## Élete és művei
Lucenai rabbiként működött. Kommentárjaiból és döntvényeiből csak töredékek maradtak fenn. Írt a különböző szertartási törvényekről, az adományozásokról, de voltak arab nyelvű responzumai és ugyancsak arab nyelvű fordítása A prédikátor könyvéről
Költészettel is foglalkozottː nyelvezete a pajtánokéhoz hasonlóan tömör, magvas, de homályos, és talányszerű, olykor formája is keresett. Akárcsak Sámuel ibn Nagrilla, Ibn Gijját is a korabeli műveltség egész anyagát igyekezte bedolgozni műveibe. Himnusz- és didaktikai költészete szinte tudományos kútforrása a korszaknak. Érzelmi megnyilatkozás, fantázia, lendület nem igen jellemzi a költeményeket – annál inkább racionalizmus. Szelicháit (vallásos bűnbánó énekeit) föllélegző, derűs Istenbizalom lengi át. Némely versében az ünnepekkel és a jelentősebb szombatokkal foglalkozik (ezek az úgynevezett sebuót-azhárák), ezek közül több a zsidó liturgia részévé vált.

## Magyar nyelvű fordítások
Ibn Gijját teljes életműve mindezideig nem rendelkezik magyar nyelvű fordítással. Kisebb szemelvények jelentek meg műveiből:
- Kecskeméti Ármin: A zsidó irodalom története I–II. Budapest: Izraelita Magyar Irodalmi Társulat. 1908–1909.   → reprint kiadás: Kecskeméti Ármin: A zsidó irodalom története I–II. Budapest: Bethlen Gábor Könyvkiadó. 1994.  ISBN 963-7426-20-5 , I. köt., 278. o.
- Patai József: Héber költők I–V., műfordítások, Izraelita Magyar Irodalmi Társaság, Budapest, 1910–1912
(Új kiadás → Patai Józsefː Héber költők – A középső kapu (Nemzeti könyvtár sorozatː Magyar ritkaságok rovat, 49. mű, Köves Slomó EMIH vezető rabbi ajánlásával), Magyar Közlöny Lap- és Könyvkiadó, Budapest, 2015, ISBN 978-615-5269-73-8, 28–29. o.)